# Palindrom
Un palindrom este un șir de caractere (de obicei cuvinte, fraze sau numere) care citit de la stânga la dreapta sau de la dreapta la stânga rămâne neschimbat. Termenul „palindrom” a fost introdus de scriitorul englez Ben Jonson (1572-1637) și provine de la cuvintele grecești palin (πάλιν; „înapoi”) și dromos (δρóμος; „drum, direcție”). Cel mai lung palindrom din lume este Pitkä palindromi, în limba finlandeză, creat de Teemu Paavolainen în 1992 cu 49 935 caractere.

## Exemple în diverse limbi

### Limba română

#### Cuvinte singure
- aba
- aerisirea
- aga
- aha
- alabala
- ama
- ana
- anina
- apa
- ara
- apocopa
- apupa
- axa
- aviva
- aza
- bob
- caiac
- capac
- cazac
- cec
- cinic
- civic
- cipic
- cojoc
- cotoc
- coc
- coboc
- cuc
- culuc
- dud
- ehe
- etate
- elenofonele
- elevele
- gag
- gig
- gog
- ici
- ivi
- iui
- lupul
- maram
- madam
- mim
- monom
- minim
- nan
- nun
- oho
- pap
- potop
- pop
- pup
- pupup
- radar
- rar
- reper
- rever
- rodor
- rolelor
- rotator
- rotitor
- rotor
- sos
- soios
- soros
- sas
- supus
- sus
- tanat
- tarat
- tartrat
- tasat
- tivit
- tot
- tut
- tapat
- uhu
- uiu
- uiuiu
- unu

(sau, făcând abstracție de diacritice)
- ala
- alela
- anasana
- anilina
- ata
- aua
- ava
- asa
- atatata
- atata
- atipita
- calabalac
- ihi
- iti
- rabar
- racar
- ravar
- razar
- sabas
- salas
- sapas
- sauas
- ses
- sis
- taiat
- tit
- tiuit
- tat
- tst
- sodos
- vatav
- zagaz
- zaz

}}

#### Grupuri de cuvinte sau propoziții
- Ele ne seduc cu desenele.
- Alina m-a luat să stau la Manila.
- Era o tipă răpitoare!
- Ene purta patru pene.
- Ele fac cafele.
- Icre, pui, ciuperci.
- E un calorifer Refirolac, nu e?
- Eram cazac, tot cazac mare!

(sau, făcând abstracție de diacritice)
- Au o nava noua.
- Sa nu iei un as.
- Ele fura rufele.
- El a gatit agale.
- El o sa faca fasole.
- Ion a luat luni vinul tau la noi.
- Maria bea, ca e bairam.
- Ai ramas acasa, Maria!
- Era sa pozez o pasare.
- O rama maro.

- Un alt exemplu de palindrom ar fi propoziția: „Epurașul ușa rupe”, însă are o ortografie ieșită din uz; totuși, citită de la coadă la cap, produce o propoziție identică.

### Greaca veche

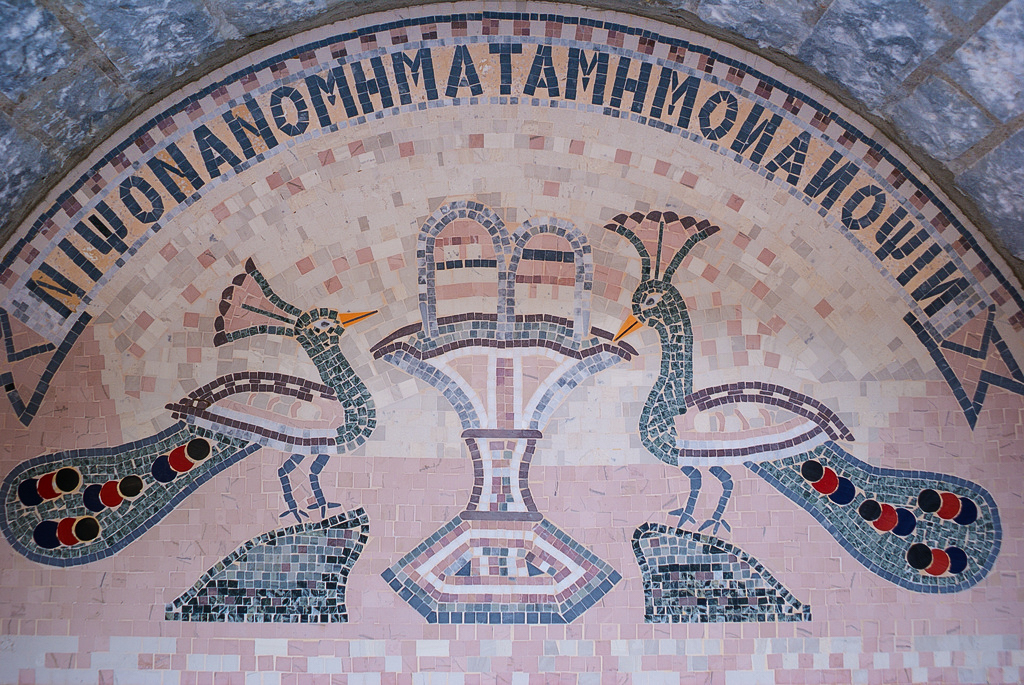
Palindromul „Nipson anominata mi monan opsin” înscris pe un mozaic, în mănăstirea Panayia Malevi, Grecia.

- Νίψον ἀνομήματα, μὴ μόναν ὄψιν. / Nípson anomếmata, mề mónan ópsin. În limba română: „Spală-mi păcatele, nu doar obrazul.”

### Limba latină

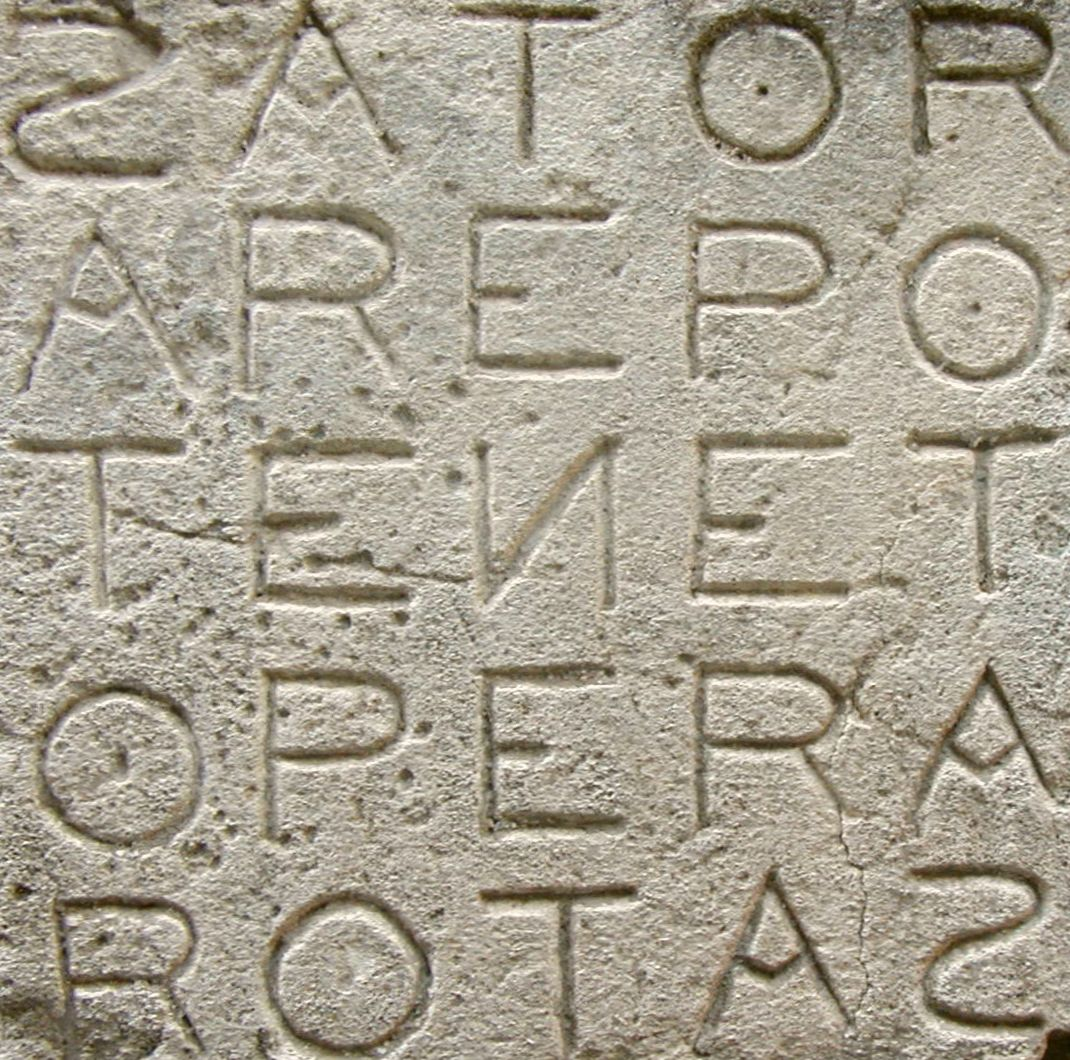
Careul Sator, Pompeii, scris înainte de erupția Vezuviului din anul 79.

- In girum imus nocte et consumimur igni este numele unui film de Guy Debord, apărut pe marile ecrane în 1978. Traducerea în limba română este: „Ne învârtim în cerc în timpul nopții și suntem consumați de foc”, cu referire, între altele, la fluturii nocturni. Este o frază preluată, cu mici modificări, din opera lui Vergilius. Forma originală este: In girum imus nocte ecce et consumimur igni, care este, de asemenea, un palindrom.
- Roma summus amor. În traducere românească: „Roma, cea mai mare dragoste [a mea]”.
- Roma tibi subito motibus ibit amor. În traducere: „De la Roma îți va veni îndată dragostea pasională. (Text atribuit lui Quintilian).
- Careul Sator este un pătrat magic (ce poate fi citit pe toate cele patru laturi) care conține palindromul latin SATOR AREPO TENET OPERA ROTAS „Semănătorul Arepo ține cu efort / cu atenție roțile”.
- Si bene te tua laus taxat, sua laute tenebis. În traducere românească: „Dacă ești demn de gloria ta, vei urma drumul pe care ți-l indică.”
- Sole medere, pede ede, perede melos. În traducere românescă: „Îngrijește-te la soare, mănâncă în picioare, compune cântece”!
- Orizabus subaziro este numele științific al unei specii de coleoptere.

### Limba catalană
- Català, a l'atac! Traducere: „Catalan, la atac”!
- S'és o no s'és. Traducere: „Este sau nu este”.
- I ara rai. Traducere: „Și contează puțin acum”L

### Limba cehă
- Jelenovi pivo nelej. Traducere: „Vărsați berea cerbului”.

### Limba engleză
- A man, a plan, a canal: Panama. Traducere: „Un om, un proiect, un canal: Panama”. (Leigh Mercer, 1948)
- Able was I ere I saw Elba. Traducere: „Eram puternic înainte să văd insula Elba”. (Dixit Napoleon).
- Taco Cat. Traducere: „Pisica Taco”.
- Mr. Owl ate my metal worm. Traducere: „Domnul bufniță mi-a mâncat viermele de metal” (Versuri Destroy Rebuild Until God Shows)
- Fiecare vers al cântecului „Bob” al lui „Weird Al” Yankovic este un palindrom în limba engleză.
- Madam, I’m Adam. Traducere: „Madame, sunt Adam.“ - s-a prezentat primul bărbat primei femei.
- Eve. Traducere: „Eva." - i-a răspuns ea.

### Limba estonă
- Aias sadas saia. În română: „În grădină, ploua cu pâine albă.”

### Limba finlandeză
- saippuakivikauppias. Traducere: „Negustorul de sodă caustică”. Cel mai lung cuvânt-palindrom din lume.
- Isä, älä myy myymälääsi. Traducere: „Tată, nu-ți vinde prăvălia”.
- Neulo taas niin saat oluen. Traducere: „Tricotează iar, astfel primești bere”.

### Limba franceză
- Ésope reste ici et se repose. Traducere: „Esop rămâne aici și se odihnește”.
- La mariée ira mal. Traducere: „Mireasa va merge prost”.
- Mon nom Traducere: „Numele meu”.
- Éric notre valet alla te laver ton ciré. Traducere: „Eric, valetul nostru, merse să-ți spele haina impermeabilă”.
- Karine alla en Irak. Traducere: „Karine merse în Irak”.
- Ce mec. Traducere: „Acest individ”.
- La malade pédala mal. Traducere: „Bolnava a pedalat prost”.
- Un palindrom care definește palindromul: Un art luxueux ultra nu. Traducere: „O artă luxoasă ultra nudă”.

### Limba germană
Palindromurile (în germană Palindrom) pot să diferențieze literele ö de o, ü de u și ä de a, neglijând accentuarea, sau chiar scrierile sub forma lor arhaică: oe, ue și ae.
- Ein Esel lese nie. Traducere: „Un măgar nu a citit niciodată.”
- Eine güldne, gute Tugend: Lüge nie! Traducere: „O bună virtute de aur: nu minți niciodată!”
- Eine treue Familie bei Lima feuerte nie. Traducere: „O familie credincioasă din Lima n-ar trage niciodată vreun foc.”
- Ein Neger mit Gazelle zagt im Regen nie. Traducere: „Un negru cu o gazelă nu ezită niciodată în ploaie.”
- Eine Horde bedrohe nie! Traducere: „O hoardă nu amenință niciodată!”

- O Genie, der Herr ehre dein Ego! Traducere: „O, geniule, Domnul îți va onora ego-ul!” sau „O, geniule, Domnul îți onorează ego-ul!”

### Limba italiană
- Ogni mare è ramingo. Traducere: „Fiecare mare este vagaboandă”.
- I topi non avevano nipoti. Traducere: „Șoarecii nu aveau nepoți”.
- I treni inerti. Traducere: „Trenurile inerte”
- Ai lati d'Italia. Traducere: „Pe coastele Italiei”.
- Angela lava la legna. Traducere: „Angela spală lemnul”.

### Limba maghiară
- Géza, kék az ég.  Traducere: „Géza, cerul este albastru”.
- Indul a görög aludni. Traducere: „Grecul pornește la culcare”.
- A nyári kelet a telek iránya. Traducere: „Răsăritul din vară dă direcția iernilor”.
- Te pék, láttál képet?  Traducere: „Tu, brutarule, ai văzut o imagine?”
- Szárad a darázs.  Traducere: „Viespea se usucă”
- Meg ne lássál engem! Traducere: „Pe mine să nu mă vezi!”
- Keresik a tavat a kis erek. Traducere: „Micile pâraie caută lacul”.

### Limba norvegiană
- Anne var i Ravenna. Traducere: „Anne era la Ravenna.”

### Limba polonă
- Ikar łapał raki. Traducere: „Icarus a prins raci.”
- Kobyła ma mały bok. Traducere: „Marea are o latură mică.”
- O, ty z Katowic, Iwo? Tak, Zyto. Traducere: „Oh, de la Katowice, Iwo? Da, Zyto.”

### Limba portugheză
- Reviver.  Traducere: „A retrăi”.
- Socorram-me, subi no ônibus em Marrocos.  Traducere: „Salvați-mă, am urcat într-un autobuz în Maroc”.
- Luza Rocelina, a namorada do Manuel, leu na moda da Romana: anil é cor azul. Traducere: „Luza Rocelina, logodnica lui Manuel, a citit în Moda din Romana: indigoul este o culoare albastră”.

### Limba spaniolă
- Reconocer.  Traducere: „A recunoaște”.
- La sed de sal. Traducere: „Setea de sare”.
- Amo la pacífica paloma. Traducere: „Îmi place porumbița liniștită”.
- Anita lava la tina. Traducere: „Anita spală bazinul”.

### Limba suedeză
- Ni talar bra latin. Traducere: „Vorbiți bine latina”.

### Limba turcă
- Anastas mum satsana. Traducere: „Anastas vinde lumânări”.
- Ey Edip, Adana'da pide ye. Traducere: „Oh, Edip, mănânci lipii la Adana”.LL

### Limba rusă
- Липу купил.

Traducere: „Am cumpărat un tei“.
- Искать такси.

Traducere: „A căuta un taxi“.
- Зорро – вор роз.

Traducere: „Zorro-hoțul trandafirilor “.

## Palindromuri din cifre
O categorie aparte de palindromuri o formează cele alcătuite din cifre.

### Exemple de palindromuri alcătuite din cifre
- 1234567890987654321

### Date palindromice
- 10 februarie 2001 a fost o dată palindromică sub formă numerică (așa cum se folosește în România sau în Franța): 10022001 (10.02.2001).
- 11 februarie 2011: 11022011 (11.02.2011)
- 1 octombrie 2011: 1102011 (1.10.2011)
- 21 februarie 2012: 21022012 (21.02.2012)
- 2 octombrie 2012: 2102012 (2.10.2012)
- 4 octombrie 2014: 4102014 (4.10.2014)
- 5 octombrie 2015: 5102015 (5.10.2015)
- 6 octombrie 2016: 6102016 (6.10.2016)
- 7 octombrie 2017: 7102017 (7.10.2017)
- 8 octombrie 2018  8102018 (8.10.2018)
- 9 octombrie 2019  9102019 (9.10.2019)
- 2 februarie 2020 02022020 (02.02.2020)
- 12 februarie 2021 12022021 (12.02.2021)
- 22 februarie 2022 22022022 (22.02.2022)

### Ore palindromice
- Se pot scoate în evidență ore palindromice, ca:

00:00     04:40    12:21     20:02 

01:10     05:50    13:31     21:12

02:20     10:01    14:41     22:22  

03:30     11:11    15:51     23:32

### Matematică
- Palindromuri în aritmetică
  - 1234 + 8765 = 9999 = 5678 + 4321

## Palindromuri în muzică
Opera lui Alban Berg, Lulu, folosește un palindrom.

## Structuri biologice

Palindromul unei structuri ADN
A: Palindrom, B: Buclă, C: Tijă

În majoritatea genomilor sau seturilor de instrucțiuni genetice, sunt găsite motive palindromice. Însă semnificația palindromilor în contextul geneticii este totalmente diferită, de  definiția utilizată pentru cuvinte și propoziții. Din cauza că ADNul este format de două fire de nucleotide, și nucleotidele tot timpul se împerechează în același mod (Adenina (A) cu Timina (T), Citozina (C) cu Guanina (G)), o secvență (cu fir unic) de ADN se spune a fi un palindrom dacă este egală cu secvența sa complementară citită invers. Spre exemplu, secvența ACCTAGGT este palindromică fiindcă complementul său este TGGATCCA, care este egală cu secvența originală în complementul revers.